# Касима (Ибараки)
Каси́ма (яп. 鹿嶋市 Касима-си) — город в Японии, находящийся в префектуре Ибараки. Площадь города составляет 105,97 км², население — 66 738 человек (1 августа 2014), плотность населения — 629,78 чел./км².

## Географическое положение
Город расположен на острове Хонсю в префектуре Ибараки региона Канто. С ним граничат города Итако, Камису, Намегата, Хокота.
На востоке Касима выходит на Тихий океан (плёс Касима-нада), на западе — на озеро Китаура.

## Население
Население города составляет 66 738 человек (1 августа 2014), а плотность — 629,78 чел./км². Изменение численности населения с 1980 по 2005 годы:
| 1980 | 51 355 чел. |  |
| 1985 | 55 924 чел. |  |
| 1990 | 59 092 чел. |  |
| 1995 | 60 667 чел. |  |
| 2000 | 62 287 чел. |  |
| 2005 | 64 435 чел. |  |

## Символика
Деревом города считается сосна, цветком — Rosa rugosa, птицей — Phasianus versicolor.

## Религия
В городе расположен синтоистский храм Касима-дзингу, один из важнейших на востоке Японии.

## Спорт
В 2002 году на футбольном стадионе в Касиме проводились матчи чемпионата мира. Этот же стадион является домашней ареной для клуба Касима Антлерс, семикратного чемпиона Японии.

## Города-побратимы
Касима является городом-побратимом следующих городов:
- Согвипхо, Провинция Чеджудо, Республика Корея, (С Ноября 2003)[8]
- Яньчэн, Провинция Цзянсу, Китай, (С ноября 2008)[9]